# Pluma y Pincel
Pluma y Pincel fue una revista chilena de cultura, publicada principalmente entre 1976 y la década de 1990, sorteando la censura de la dictadura militar. Contó con destacados colaboradores del mundo de las artes, las letras y las ciencias sociales y adelantó discusiones que continúan vigentes en la opinión pública.

## Historia

### Antecedentes
El golpe de Estado que se produjo en Chile en 1973, trajo consigo una profunda crisis política y social que conmovió profundamente la actividad cultural e intelectual del país. No fue sino hasta fines de la década de 1970, en el apogeo de la dictadura, que el país comenzó a experimentar un sigiloso resurgir cultural, en el que cumplieron un papel fundamental las diversas revistas literarias que pretendían hacer frente a la represión y al quiebre social que se imponía en esos años.
Publicaciones como Araucaria de Chile (1978), La Bicicleta (1978), Palabra Escrita (1979) y Contramuro (1982), entre muchas otras, representan aquel espíritu independiente y la voluntad de reanimar el panorama cultural de entonces. La producción y distribución de cada número constituía un verdadero desafío, debido a la falta de recursos y al acoso permanente por parte de las autoridades, dificultades que explican la intermitencia de la mayoría de estos medios de comunicación.

### Creación en Argentina y primera etapa
Bajo este escenario surgió la revista Pluma y Pincel, como un importante agente cultural y una de las publicaciones con la mayor cantidad de números editados, pese a sus interrupciones. Aunque la primera aparición de Pluma y Pincel en Chile fue el 7 de diciembre de 1982, la revista tuvo una etapa anterior en Buenos Aires, Argentina, entre los años 1976 y 1978.
Bajo la dirección de su fundador, Gregorio Goldenberg, se editaron cuarenta y un números, que contaron con destacados colaboradores, tales como Alfonso Calderón, Jorge Marchant Lazcano, Marco Antonio Moreno y Floridor Pérez, entre otros. Los artículos y entrevistas abordaron la actividad cultural tanto de Chile como del resto de América, prestando especial atención al quehacer literario y plástico.

### Segunda etapa
Luego del primer año de circulación en Chile, en 1984 Pluma y Pincel retrasó algunos meses su decimoquinta publicación por falta de recursos, a lo que se sumó el estado de sitio decretado por las autoridades militares y la consiguiente censura impuesta a los medios de comunicación de oposición. Pese a estas dificultades, la revista se mantuvo vigente, pero cambió su equipo de trabajo: en 1986 Cecilia Allendes Ossa asumió como directora adjunta y la periodista Faride Zerán como subdirectora.
Durante esta segunda etapa, junto con cambiar el formato, la línea editorial se inclinó hacia temáticas feministas, incorporando además secciones misceláneas y abriendo más espacios a la literatura, área que quedó a cargo de Poli Délano. Sin embargo, a poco tiempo del plebiscito de 1988, los vientos de cambio obligaron a una nueva reestructuración de la publicación, llamada a convertirse en un referente en la reconstrucción de la democracia.

### Tercera etapa y publicaciones esporádicas
La tercera etapa de la revista (iniciada en 1988), donde estuvo bajo la dirección de Leonardo Cáceres Castro y José Miguel Varas, circuló en forma semanal y, sin desatender el quehacer cultural, se transformó en una activa tribuna analítica de la contingencia política y social. El comité editorial estuvo integrado por intelectuales, periodistas, artistas y escritores como Isidora Aguirre, José Balmes, Ramón Díaz Eterovic y Raúl Zurita, entre otros.
Una vez que Patricio Aylwin Azócar asumió la Presidencia de la República, Pluma y Pincel comenzó una nueva etapa. Con Guido Eytel a la cabeza, modificó su formato y, ahora con periodicidad mensual, continuó abocada a los problemas culturales y sociales del país. Si bien durante la década de 1990 y hasta la actualidad, la revista ha continuado apareciendo de manera esporádica, no cabe duda de que su trayectoria como espacio de creación, análisis y opinión, la sitúa como uno de los medios de comunicación chilenos más importantes del siglo XX.